# 賴布衣妙算玄機
《賴布衣妙算玄機》（英語：The Fortune Teller II）是香港無綫電視1983年拍攝的電視連續劇，全劇共19集，監製招振強。苗僑偉繼劇集《賴布衣》後再度飾演賴布衣。主題曲《碧海青天》由顧嘉煇作曲，黃霑填詞，關正傑主唱。

## 故事大綱
賴布衣出身風水之家，也愛上風水之學，無奈其父賴陽峯卻希望他將來得一官半職，光宗耀祖，乃銳意尋一「官穴」，望有利於兒子做官。賴父死後，布衣果然官運亨通，無奈他卻無心仕途，為破此風水穴，拼命研究術數......

## 演員表
- 苗僑偉 飾 賴布衣
- 黃造時 飾 胡菁菁
- 龍天生
- 王靜儀
- 廖偉雄
- 楊嘉諾
- 莊靜而
- 江　毅
- 俞　明
- 楊炎棠
- 梁潔芳
- 黃儀貞
- 李國麟
- 鄧汝超
- 虞天偉
- 秦　煌
- 李揚道
- 張志強
- 佩　雲
- 許逸華
- 霍潔貞
- 李潔瑩
- 羅　蘭
- 劉樑發
- 黎璧光
- 秦覺廉
- 蘇杏璇
- 陳榮輝
- 白文彪
- 麥子雲
- 馮錦璋
- 譚炳文
- 徐威信
- 李國平
- 謝明莊
- 陳燿強
- 陸文俊
- 黃思恩
- 梁　雄
- 張　夫
- 許堅信
- 曾楚霖
- 陳　東
- 何顯銳
- 石少麟
- 孫季卿
- 陸應康
- 馮　國
- 夏　雨
- 林俊賢
- 吳華山
- 吳博君
- 吳鎮宇
- 黃英華
- 陳立品
- 梁鴻華
- 源子才
- 葉偉信
- 藍　天
- 李建川
- 譚一清
- 劉兆銘
- 薛彩霞
- 談泉慶
- 韋以茵

## 外部連結
- 《賴布衣妙算玄機》 GOTV 第1集重溫